# Distribuzione geometrica
In teoria della probabilità la distribuzione geometrica è una distribuzione di probabilità discreta sui numeri naturali senza l'elemento "0", che segue una progressione geometrica:
{\displaystyle P(X=k)=p(1-p)^{k-1}.}
È la probabilità che il primo successo (o evento in generale) richieda l'esecuzione di k prove indipendenti, ognuna con probabilità di successo p. Se la probabilità di successo in ogni prova è p, allora la probabilità che alla k-esima prova  si ottenga il primo successo è
{\displaystyle P(X=k)=p(1-p)^{k-1},}
con k = 1, 2, 3, …
La formula qui sopra è usata, dunque, per calcolare la probabilità di fare un certo numero k di tentativi fino ad ottenere il primo successo (al k-esimo tentativo). Qui sotto invece, la seguente distribuzione esprime la probabilità di avere k fallimenti prima di ottenere il primo successo:
{\displaystyle P(Y=k)=p(1-p)^{k},}
per k = 0, 1, 2, 3, …
In entrambi i casi, la successione di probabilità è una serie geometrica.

## Definizione
La distribuzione geometrica {\displaystyle {\mathcal {G}}(p)} è la distribuzione di probabilità sui numeri naturali della forma
{\displaystyle P(k)=pq^{k-1}}, con {\displaystyle q=1-p,}
dove q indica la probabilità di insuccesso.
Il parametro {\displaystyle q=1-p} si ricava da
{\displaystyle 1=P(\mathbb {N} ^{+})=\sum _{k\geqslant 0}pq^{k}=p{\frac {1}{1-q}}.}
E ricordando la definizione di q si ottiene 1. Questo risultato è di fondamentale importanza: significa che per quanto sia piccola la probabilità che un evento accada, in un processo di Bernoulli questo prima o poi accadrà (questo si ricollega al teorema della scimmia instancabile).
Se la variabile casuale X ha la distribuzione geometrica sopra descritta riguardante il numero di estrazioni necessarie per ottenere il primo successo, cioè X è distribuita secondo {\displaystyle P(k)=pq^{k-1}}  , allora la distribuzione della variabile casuale {\displaystyle Y=X-1} sarà {\displaystyle P(k)=pq^{k}} . Nell'esempio citato sopra, X è il numero di estrazioni da fare perché esca un numero fissato (alla X-esima estrazione), mentre Y è il numero di fallimenti prima di avere il primo successo.

### Processo di Bernoulli
La distribuzione geometrica di parametro q descrive anche il numero Y di fallimenti che precedono il primo successo in un processo di Bernoulli {\displaystyle \{X_{i}\}_{i}} di parametro {\displaystyle p=1-q}:
{\displaystyle P(T=k)=P(X_{1}=0)\cdots P(X_{k}=0)P(X_{k+1}=1)=q^{k}p.}

## Caratteristiche
Una variabile aleatoria T con distribuzione geometrica di parametro q e avente come supporto i numeri naturali escluso il numero 0 ha
- funzione di probabilità

{\displaystyle P(T=k)=pq^{k-1}}
- funzione di ripartizione

{\displaystyle P(T\leqslant k)=1-P(T\geqslant k+1)=1-q^{k}}
- valore atteso

{\displaystyle E[T]=\sum _{k}kpq^{k-1}={\frac {1}{p}}}
- varianza

{\displaystyle {\text{Var}}(T)\ =\ E[T^{2}]-E[T]^{2}\ =\ {\frac {q}{p^{2}}}}
- funzione generatrice dei momenti {\displaystyle g(T,t)\ =\ E[e^{tT}]\ =\ pe^{t}\sum _{k}q^{k}e^{kt}={\frac {pe^{t}}{1-qe^{t}}}}
- funzione caratteristica {\displaystyle \phi _{T}(t)\ =\ E[e^{itT}]\ =\ {\frac {pe^{it}}{1-qe^{it}}}}

I quantili si ricavano dalla funzione di ripartizione:
- se {\displaystyle n=\log _{q}(1-\alpha )} è un numero intero ({\displaystyle q={\sqrt[{n}]{1-\alpha }}}) allora {\displaystyle F(n-1)=\alpha } e {\displaystyle q_{\alpha }\in [n-1,n]};
- se invece {\displaystyle \log _{q}(1-\alpha )} non è intero, allora {\displaystyle q_{\alpha }=[\log _{q}(1-\alpha )]} (parte intera).

In particolare la mediana è
{\displaystyle q_{1/2}\in [n-1,n]} se {\displaystyle q={\sqrt[{n}]{\tfrac {1}{2}}}} con {\displaystyle n} intero,
{\displaystyle q_{1/2}=[\log _{q}{\tfrac {1}{2}}]} altrimenti.

## Assenza di memoria
La distribuzione geometrica è priva di memoria, ossia
{\displaystyle P(T=m+n|T>m)=P(T=n),}
ed è l'unica distribuzione di probabilità discreta con questa proprietà.
L'indipendenza delle prove in un processo di Bernoulli implica l'assenza di memoria della distribuzione geometrica.
D'altro canto, ogni variabile aleatoria T a supporto sui numeri naturali e priva di memoria rispetta
{\displaystyle P(T=n)=P(T=n+1|T>1)={\frac {P(T=n+1)}{P(T>1)}},}
pertanto ha una distribuzione di probabilità geometrica di parametro {\displaystyle P(T=1)}.

## Generalizzazioni
Una generalizzazione della distribuzione geometrica è la distribuzione di Pascal (o distribuzione binomiale negativa), che descrive il numero di fallimenti precedenti il successo r-esimo in un processo di Bernoulli.
Un'ulteriore generalizzazione della distribuzione di Pascal è la distribuzione di Panjer che, come la distribuzione geometrica, definisce le probabilità per ricorsione.

## Esempi
La probabilità che un dado (equilibrato, a 6 facce) debba venire lanciato esattamente 10 volte prima di fornire un "4" è data dalla distribuzione geometrica. Il lancio del dado può essere considerato un processo di Bernoulli, in cui ogni prova Xi ha probabilità {\displaystyle p=1/6} di fornire "4" (successo) e {\displaystyle q=5/6} di fornire un altro numero (fallimento). La probabilità cercata è quindi
{\displaystyle P(T=10)={\frac {1}{6}}\left({\frac {5}{6}}\right)^{9}=0,032\ldots }
La probabilità che dopo 10 lanci sia uscito almeno un "4" è invece
{\displaystyle P(T\leqslant 10)=1-\left({\frac {5}{6}}\right)^{10}=0,838\ldots }
La probabilità che al decimo lancio si ottenga un "4" dopo che per 9 lanci questo numero non è mai stato ottenuto è facilmente calcolabile grazie alla mancanza di memoria
{\displaystyle P(T=10|T>9)=P(T=1)={\frac {1}{6}}=0,166\ldots }